# Aeschynomene lyonnetii
Aeschynomene lyonnetii är en ärtväxtart som beskrevs av Velva Elaine Rudd. Aeschynomene lyonnetii ingår i släktet Aeschynomene och familjen ärtväxter. Inga underarter finns listade i Catalogue of Life.